# Macrocentrus californiensis
Macrocentrus californiensis är en stekelart som beskrevs av Elbert Halvor Ahlstrom 2005. Macrocentrus californiensis ingår i släktet Macrocentrus och familjen bracksteklar. Inga underarter finns listade i Catalogue of Life.